# Cirrhinus molitorella
Cirrhinus molitorella és una espècie de peix cipriniforme de la família dels ciprínids.

## Morfologia
Els mascles poden assolir els 55 cm de longitud total.

## Distribució geogràfica
Es troba a la Xina i el Vietnam (incloent-hi el riu Mekong).